# 罗曼·霍拉克 (1969年)
罗曼·霍拉克（捷克語：Roman Horák，1969年9月24日—），捷克男子冰球运动员，场上位置是中锋。他曾代表捷克国家队参加1994年冬季奥林匹克运动会冰球比赛，获得第五名。

## 家庭
儿子小罗曼·霍拉克。